# Turki II bin Abd al-Aziz Al Sa'ud
Turkī bin ʿAbd al-ʿAzīz Āl Saʿūd, (in arabo تركي الثاني بن عبد العزيز آل سعود‎?) (Riad, 1934 – Riad, 12 novembre 2016), è stato un principe, politico e imprenditore saudita, membro della famiglia reale Al Saʿūd.

## Primi anni di vita ed educazione
Il principe Turkī è nato nel 1934. È membro dei "sette Sudayrī", una potente famiglia del Najd, alleata storica della famiglia Āl Saʿūd. I suoi genitori erano re ʿAbd al-ʿAzīz e Hassa bint Ahmad al-Sudayri. Egli è conosciuto come "il secondo" (الثاني ath -Thani), perché è il secondo figlio nato del re chiamato "Turkī". Il primo principe Turkī era il figlio primogenito del re, morto nel 1919 a causa della pandemia di influenza spagnola.
Il principe Turkī ha studiato alla scuola dei principi, istituzione fondata dal padre per l'educazione dei figli.

## Carriera
Nel 1960, il re ha approvato l'assegnazione del principe Turkī come governatore della provincia di Riyad nel periodo di assenza formale del principe Salmān. In seguito è stato nominato Vice ministro della Difesa nel luglio 1969 con un decreto reale. Il suo mandato durò per nove anni e fu costretto a dimettersi dal suo incarico a causa del matrimonio contratto nel 1978.

## Polemiche
Dopo contrasti con alcuni degli altri principi e l'adesione al "Movimento dei principi liberi", Turkī si trasferì al Cairo e visse in esilio volontario per qualche tempo. Tuttavia, in altre ricerche sul movimento non viene menzionato come parte di questo gruppo. Il suo esilio al Cairo si è verificato a seguito del contenzioso intra-familiare a causa del suo matrimonio con Hind al-Fāṣī (Vedi anche qui sotto e la sezione vita personale).
Nel febbraio 1982, Turkī e la sua famiglia, che vivevano a Miami, sono stati accusati di possedere una serva egiziana contro la sua volontà. Gli ufficiali del Miami-Dade Police Department hanno cercato nel suo appartamento con un apposito mandato ma non sono riusciti a trovare la donna. Tuttavia, la polizia ha incontrato una forte resistenza da parte delle guardie del corpo del principe Turkī, che ha citato in giudizio la polizia per ricevere un risarcimento di 210 milioni di dollari. Il Dipartimento di Stato gli ha concesso l'immunità diplomatica nel mese di aprile 1982 e la causa è stata abbandonata nel giugno 1982.
In una lettera pubblicata dall'agenzia di stampa "Wagze" nel luglio 2010, il principe Turkī ha avvertito la famiglia regnante dell'Arabia Saudita che avrebbe avuto un destino simile a quello del dittatore iracheno Saddam Hussein e dello Scià Mohammad Reza Pahlavi, invitandoli a fuggire prima che la gente "tagliasse loro la testa per le strade". Egli ha sostenuto che la famiglia reale saudita non è più in grado di "imporsi sulle persone". Ha inoltre esortato "Fatelo oggi, prima di domani finché il denaro che abbiamo è sufficiente per vivere in qualsiasi parte del mondo, dalla Svizzera, al Canada e all'Australia... non dovremmo tornare finché siamo in grado di ottenere un posto sicuro". "Dobbiamo prendere le nostre famiglie in modo rapido e tirarci fuori", continua "non ingannando se stessi affidandosi agli Stati Uniti, alla Gran Bretagna o a Israele, perché non sopravviveremmo alla perdita, l'unica porta aperta adesso è quella dell'uscita e del non ritorno. Andiamo prima che si chiuda". Egli ha infine messo in guardia contro un colpo di Stato militare contro la famiglia regnante, dicendo che "nessuno ci attaccherà da fuori, ma le nostre forze armate attaccheranno noi". Tuttavia, più tardi Turkī ha detto all'Arabia Press Agency che la presunta lettera che circolava su alcuni siti di media e internet era inesistente e fabbricata da nemici che desideravano diffondere la confusione e l'eccitazione.
Un'altra controversia è sorta dopo la morte della moglie Hind al-Fāṣī nel mese di agosto 2010. Suo fratello Allāl al-Fāṣī ha accusato il cognato, il principe al-Fāṣṣī, così come i nipoti, di aver ucciso sua sorella con una overdose di droga. Ha presentato una relazione al procuratore generale e poi è scomparso per 24 ore per riapparire dopo che dopo la relazione medica ha dimostrato che non c'era nulla di strano nel suo organismo, accompagnata dal ritiro di tutte le accuse rivolte a suo cognato. D'altra parte, il figlio del principe Turkī, ʿAbd al-Raḥmān, ha citato in giudizio lo zio Allāl al-Fāṣī, sostenendo che lui e suo padre si erano picchiati nell'ospedale dove morì sua madre.

## Opinioni
Durante l'invasione irachena del Kuwait nel 1990, il principe Turkī ha sostenuto in una conferenza stampa che l'embargo delle Nazioni Unite "non è sufficiente per combattere l'esercito iracheno in Kuwait". Per lui l'azione militare era necessaria.
Dopo il ritorno in Arabia Saudita nel 2011, il principe Turkī ha pienamente appoggiato le nomine dei suoi fratelli Nāyef e Salmān. Egli ha sostenuto nel mese di ottobre 2011, che la decisione di nominare il defunto principe Nāyef come principe ereditario era assolutamente giusta e che il principe Nāyef era dotato di saggezza, buona capacità di gestione e che vantava una lunga storia di servizio al suo paese.

## Vita personale
La prima moglie di Turkī, dalla quale ha divorziato per sposare Hind al-Fāṣī, era Nūra bint ʿAbd Allāh bin ʿAbd al-Raḥmēn.
La sua seconda moglie era Hind al-Fāṣī, componente della famiglia saudita al-Fāṣī e figlia dello sceicco Shams al-Dīn al-Fāṣī, leader religioso sufi dalla confraternita della Shādhiliyya e nipote del sufi marocchino Imām al-Fāṣī, che si stabilì a La Mecca nel tardo XVIII secolo. Turkī ha sacrificato la sua posizione di vice ministro e ha lasciato il regno perché ha rifiutato di divorziare da lei a fine del 1970. Si sono conosciuti quando suo padre lo sceicco al-Fāṣī è stato arrestato per aver guidato un movimento sufi nel Regno. Ella chiese l'aiuto del principe Turkī per il rilascio di suo padre e in seguito lo sposò, anche se la sua famiglia non approvava questo matrimonio. Di conseguenza, perse non solo la sua posizione, ma anche il posto per un'eventuale candidatura a sovrano. Più tardi, con la moglie, si recò in Egitto alla fine del 1970 e non tornò ma più in Arabia Saudita. Morì nel 2010 al Cairo all'età di 57 anni. Dopo la sua morte, il principe Turki tornò in patria.
Il principe Turkī ha avuto quattro figli dal suo primo matrimonio, Khālid (nato nel dicembre 1957), Sulṭān (nato nel maggio 1968), Fayṣal (nato nel gennaio 1965) e Fahd (nato nell'agosto 1959). Nel 1975, i figli maggiori di Turkī hanno preso 1,1 milioni di dollari in prestito dalla US Export-Import Bank (Eximbank) per finanziare la loro attività in relazione alle risiere in Arabia Saudita.
Una delle figlie del principe Turkī è sposata con Khālid b. Sulṭān. Un altro figlio del principe Turkī, Sulṭān, è stato "rapito" a Ginevra e messo agli arresti domiciliari a Riyad nel 2004, dopo essersi espresso a favore di una riforma in Arabia Saudita. Fayṣal b. Turkī, invece, è consulente del Ministero del Petrolio e delle Risorse Naturali.

## Morte e funerale
Turki bin Abd al-Aziz è morto a Riad nelle prime ore del 12 novembre 2016. La preghiere funebri si sono tenute lo stesso giorno nella moschea Imam Turki bin Abd Allah di Riad dopo la preghiera del pomeriggio alla presenza di re Salman. La salma è stata poi sepolta nel cimitero al-'Ud della capitale.

## Albero genealogico
|                                 |                              |                             | Genitori                           |  |  | Nonni |  |  | Bisnonni        |  |  | Trisnonni                     |  |
|                                 |                              |                             |                                    |  |  |       |  |  | Fayṣal Āl Saʿūd |  |  | Turkī bin ʿAbd Allāh Āl Saʿūd |  |
|                                 |                              |                             |                                    |  |  |       |  |  | Fayṣal Āl Saʿūd |  |  | Turkī bin ʿAbd Allāh Āl Saʿūd |  |
|                                 |                              | Hia bint Ḥamad Tamīmī       |                                    |  |  |       |  |  | Fayṣal Āl Saʿūd |  |  |                               |  |
| ʿAbd al-Raḥmān Āl Saʿūd         |                              |                             |                                    |  |  |       |  |  | Fayṣal Āl Saʿūd |  |  |                               |  |
|                                 |                              | Sāra bint Misharī Āl Saʿūd  | Misharī b. ʿAbd al-Raḥmān b. Saʿūd |  |  |       |  |  |                 |  |  |                               |  |
|                                 |                              | Sāra bint Misharī Āl Saʿūd  | Misharī b. ʿAbd al-Raḥmān b. Saʿūd |  |  |       |  |  |                 |  |  |                               |  |
|                                 |                              | Sāra bint Misharī Āl Saʿūd  | …                                  |  |  |       |  |  |                 |  |  |                               |  |
| Abd al-Aziz dell'Arabia Saudita |                              | Sāra bint Misharī Āl Saʿūd  |                                    |  |  |       |  |  |                 |  |  |                               |  |
|                                 |                              | Aḥmad al-Kabīr al-Sudayrī   | Muḥammad b. Turkī al-Sudayrī       |  |  |       |  |  |                 |  |  |                               |  |
|                                 |                              | Aḥmad al-Kabīr al-Sudayrī   | Muḥammad b. Turkī al-Sudayrī       |  |  |       |  |  |                 |  |  |                               |  |
|                                 |                              | Aḥmad al-Kabīr al-Sudayrī   | …                                  |  |  |       |  |  |                 |  |  |                               |  |
| Sāra bint Aḥmad al-Sudayrī      |                              | Aḥmad al-Kabīr al-Sudayrī   |                                    |  |  |       |  |  |                 |  |  |                               |  |
|                                 |                              | …                           | …                                  |  |  |       |  |  |                 |  |  |                               |  |
|                                 |                              | …                           | …                                  |  |  |       |  |  |                 |  |  |                               |  |
|                                 |                              | …                           | …                                  |  |  |       |  |  |                 |  |  |                               |  |
| Turki II dell'Arabia Saudita    |                              | …                           |                                    |  |  |       |  |  |                 |  |  |                               |  |
|                                 | Muḥammad al-Kabīr al-Sudayrī | Aḥmad al-Kabīr al-Sudayrī * |                                    |  |  |       |  |  |                 |  |  |                               |  |
|                                 | Muḥammad al-Kabīr al-Sudayrī | Aḥmad al-Kabīr al-Sudayrī * |                                    |  |  |       |  |  |                 |  |  |                               |  |
|                                 | Muḥammad al-Kabīr al-Sudayrī | …                           |                                    |  |  |       |  |  |                 |  |  |                               |  |
| Aḥmad al-Sudayrī                | Muḥammad al-Kabīr al-Sudayrī |                             |                                    |  |  |       |  |  |                 |  |  |                               |  |
|                                 |                              | …                           | …                                  |  |  |       |  |  |                 |  |  |                               |  |
|                                 |                              | …                           | …                                  |  |  |       |  |  |                 |  |  |                               |  |
|                                 |                              | …                           | …                                  |  |  |       |  |  |                 |  |  |                               |  |
| Ḥaṣṣa bt. Aḥmad al-Sudayrī      |                              | …                           |                                    |  |  |       |  |  |                 |  |  |                               |  |
|                                 |                              | ʿAlī b. Muḥammad al-Suwaydī | Muḥammad al-Suwaydī                |  |  |       |  |  |                 |  |  |                               |  |
|                                 |                              | ʿAlī b. Muḥammad al-Suwaydī | Muḥammad al-Suwaydī                |  |  |       |  |  |                 |  |  |                               |  |
|                                 |                              | ʿAlī b. Muḥammad al-Suwaydī | …                                  |  |  |       |  |  |                 |  |  |                               |  |
| Sharīfa al-Suwaydī              |                              | ʿAlī b. Muḥammad al-Suwaydī |                                    |  |  |       |  |  |                 |  |  |                               |  |
|                                 |                              | …                           | …                                  |  |  |       |  |  |                 |  |  |                               |  |
|                                 |                              | …                           | …                                  |  |  |       |  |  |                 |  |  |                               |  |
|                                 |                              | …                           | …                                  |  |  |       |  |  |                 |  |  |                               |  |
|                                 |                              | …                           |                                    |  |  |       |  |  |                 |  |  |                               |  |